# The Lookout – Tödlicher Hinterhalt
The Lookout – Tödlicher Hinterhalt (Originaltitel: Le guetteur) ist ein Kriminalfilm von Michele Placido aus dem Jahr 2012. Er entstand in französischer, belgischer und italienischer Co-Produktion.

## Handlung
Mattei ist der Leiter einer Einheit, die in einem Fall von Bandenkriminalität ermittelt: Seit zwei Jahren überfällt eine Gruppe um den Kriminellen Nico Banken und konnte bisher 14 Mal entkommen. Nico wird beschattet und Mattei weiß so, dass er mit drei weiteren Männern in Kürze eine Bank überfallen wird. Bei der Festnahme der Bande fallen mit einem Mal Schüsse, die von einem Scharfschützen abgegeben werden. Ein Polizist wird getötet, nachdem er Nico angeschossen hat. Die Bande, zu der auch Éric, David und Sniper Vincent Kaminski gehören, flieht auf Érics Vorschlag hin zu Arzt Franck, der Nico behandelt. Vincent misstraut dem Arzt, der seit geraumer Zeit nicht mehr praktizieren darf, jedoch nicht den Grund dafür nennt. Éric wiederum hatte seine Gründe, Franck zu nennen: Er selbst ist morphiumsüchtig und wird von Franck beliefert. Zudem schuldet er ihm Geld. Da Nico erst in zwei Monaten wieder auf den Beinen sein wird, entscheidet Vincent, auch erst dann das erbeutete Geld aufzuteilen. Er versteckt es in einer abgelegenen Scheune in einem Wasserbassin.
Vincents Aufenthalt wird der Polizei durch einen anonymen Anruf verraten. Mattei nimmt Vincent fest, über den es keinerlei persönliche Informationen in den Akten gibt. Vincent benennt Kathy Beaumond als seine Anwältin – sie ist seine Ex-Freundin, die er vor zwei Jahren verlassen hat. Damals war Vincent an einem Überfall im Ausland beteiligt, bei dem er ebenfalls als Scharfschütze aktiv war. Da ihm seine Tat nicht nachgewiesen werden konnte, bewirkte Kathy seine Freilassung. Vincent verrät ihr, wo das Geld des Überfalls zu finden ist. Kurz darauf wird Kathy in ihrer Wohnung überfallen und bestialisch ermordet. David, der sie aufsuchen wollte, sieht einen Mann aus ihrem Haus kommen und folgt ihm bis zum Lösegeldversteck. Kurz darauf verliert sich auch Davids Spur. Nico wiederum, der von David einen Anruf erhalten hat, beauftragt seinen Freund Arnaud mit der Beschattung eines Mannes.
Im Gefängnis inszeniert Vincent eine Schlägerei, bei der er verletzt wird. Beim Transport zum Krankenhaus kann er fliehen. Er fährt zum Versteck des Lösegelds, findet im Wasserbassin jedoch nur Davids Leiche. Er sucht Franck auf, der ihn zu Éric führen soll, doch spielt Franck falsch und flieht. Éric wiederum erfährt, dass sowohl David als auch Kathy ermordet wurden. Er weiß, dass Franck der Täter war. Vincent verzichtet darauf, Éric zu töten, weil er unheilbar an einem Hirntumor erkrankt ist und daher das Morphium nimmt. Arnaud hat unterdessen auf Nicos Auftrag hin Franck beschattet, der immer häufiger zu einem abgelegenen Hof fährt. Hier suchen Nico und Arnaud ihn auf. In den Räumen findet Nico Bilder von gequälten Frauen und eine noch eingesperrte, nackte und misshandelte Frau namens Sonia, die er befreit. Arnaud wird von Franck erschossen. Nico und Sonia fliehen, doch richtet Franck Nico in einem Waldstück hin. Vincent hat inzwischen von Arnauds Freunden erfahren, wo er sich befindet, und erscheint im Wald. Sonia kann sich zu ihm retten. Kurz darauf entdeckt Vincent Nicos Leiche. Er bringt Sonia nach Paris und schickt sie zu Mattei. Dessen Männer heben Francks Lager aus und finden zahlreiche Frauenleichen. Zudem bergen sie den toten Nicos.
Mattei kann sich dennoch nur schwer auf die Jagd auf Franck konzentrieren, ist er doch vielmehr an Vincents Verhaftung interessiert. Inzwischen hat er Hintergründe zu seiner Person erfahren: Vincent war mit Matteis Sohn Damien und einem anderen Mann vor fünf Jahren als Scharfschütze in Afghanistan stationiert. Hier tötete Vincent Damien, nachdem dieser durchdrehte und die Ermordung von Zivilisten forderte. Nach einer großflächigen Suchaktion wird Franck verhaftet. Er soll zum Richter gebracht werden, doch ahnt Mattei, dass sie auf dem Weg dahin auch auf Vincent treffen werden. Tatsächlich wird der Konvoi kurz vor dem Justizgebäude von einem Scharfschützen beschossen. Ein Polizist kann den Schützen anschießen und Mattei vergisst seine Pflicht, verlässt den Wagen, in dem auch Franck transportiert wird, und begibt sich zum Gebäude, auf dem sich der Scharfschütze befindet. Es handelt sich jedoch nicht um Vincent, sondern um Éric, den Mattei zudem in Notwehr erschießt. Mattei erfährt per Funk, dass Franck entflohen ist. Mit dem Scharfschützengewehr ortet Mattei Franck und schießt ihn an. In einer Nebengasse bricht Franck zusammen und wird von Vincent gestellt. Auch Mattei kommt dazu und bedroht nun Vincent. Als Franck auf Mattei schießt, tötet Vincent Franck mit einem Messer. Vincent und Mattei bedrohen sich gegenseitig mit einer Pistole, bis Vincent seine wegwirft und geht. Mattei lässt ihn laufen.

## Produktion
The Lookout – Tödlicher Hinterhalt wurde vor allem in Paris gedreht. Die Kostüme schufen Virginie Montel und Isabelle Pannetier, die Filmbauten stammen von Jean-Jacques Gernolle. Die Produktionskosten beliefen sich auf rund 15 Millionen Euro. Der Film kam am 5. September 2012 in die französischen und belgischen Kinos und wurde in Frankreich von 233.068 Kinobesuchern gesehen. Er erscheint am 10. Oktober 2013 in Deutschland auf DVD.
Fanny Ardant ist im Film in einem Cameo-Auftritt als Frau von Giovanni zu sehen, der Franck neue Papiere ausstellen soll. Violante Placido, die im Film Nicos Frau Anna spielt, ist die Tochter von Regisseur Michele Placido.

## Kritik
Die französische Presse verriss den Film: Le Monde kritisierte, dass er überladen sei und sich daher kein Handlungsstrang wirklich entwickeln könne. Auch die Libération empfand den Genremix – Kriminalfilm, Familiendrama, Kriegsfilm, Thriller – als misslungen, so habe der Regisseur zwar eine schmackhafte Mischung schaffen wollen, doch sei nur eine fade Brühe entstanden. Für Le Parisien war The Lookout – Tödlicher Hinterhalt ein „misslungener Krimi“ mit zahlreichen unglaubwürdigen Szenen.
Der britische Guardian verglich den Film mit frühen Werken David Finchers, so sei er „dicht, zeitweise komplex, aber dennoch leichtfüßig“.